# Julie Walters
Mary Julie Walters CBE (Smethwick, West Midlands, 22 de febrer de 1950) és una actriu i novel·lista anglesa, dues vegades nominada a l'Oscar.

## Biografia
Julie Mary Walters va néixer a Smethwick. És filla de Mary Bridget, una cartera d'origen catòlic irlandès, i de Thomas Walters, un constructor i decorador. Walters va anar a la Holly Lodge Grammar School per a noies de Smethwick a Holly Lane.
Es va preparar per ser infermera a l'Hospital Queen Elizabeth (Birmingham), després d'haver-hi treballat un any.
Es va enamorar bojament del seu primer xicot, que després va marxar per estudiar Sociologia a Manchester.
Julie va decidir renunciar a la seva carrera com a infermera per convertir-se en actriu i viure amb el seu promès a Manchester, on va estudiar a "English and Drama at Manchester Polytechnic" (ara es diu "Manchester Metropolitan University) amb Pete Postlethwaite. En una entrevista amb Alison Oddey, Walters va dir sobre la seva escolaritat primerenca: "Jo mai havia de ser acadèmica, per la qual cosa [la mare] em va suggerir que estudiés ensenyament o infermeria […] em va demanar que abandonés l'escola, pel que jo vaig pensar a fer-ho millor.

## Carrera artística
Walters primer va aconseguir fer-se famosa sent l'ocasional companya de la comediant Victoria Wood, a la qual va conèixer a Manchester. Les dues primer van treballar juntes a la revista de teatre anomenada "In At The Death" el 1978, seguida de l'adaptació de televisió de Wood interpretant a Talent. Van ser per aparèixer en les seves pròpies sèries de televisió al canal Granada Television, anomenada Wood and Walters, el 1982. Han seguit juntes amb freqüència durant els últims anys.
Abans de debutar a Londres amb Educant la Rita, Walters va treballar en el teatre (incloent-hi el Everyman Theatre, de Liverpool), la comèdia verbal i cabaret. El seu primer paper de televisió seriós va ser el clàssic Boys from the Blackstuff el 1982, i va irrompre al cinema amb la seva nominació al Premi Oscar, guardonada amb un BAFTA a la millor actriu i amb un Premi Globus d'Or al costat de Michael Caine per la seva actuació en la Comèdia Musical Educant a Rita (1983), un paper en l'etapa del West End. El 1991 va protagonitzar Stepping Out davant Liza Minnelli, que incloïa contribucions per escrit de Victoria Wood i Alan Bennett.
Walters ha guanyat nombrosos premis, i ha estat nomenada Oficial de l'Orde de l'Imperi Britànic (OBE) el 1999 i Comandant de l'Ordre de l'Imperi Britànic (CBE) en els nous honors 2008 pels seus serveis al drama. El 2001, va guanyar un Premi Laurence Olivier pel seu treball en All My Sons, d'Arthur Miller. Julie va rebre la seva segona nominació a l'Oscar i va guanyar un BAFTA pel seu paper de professora de ballet a Billy Elliot (2000). Sovint solia interpretar unes senyores ancianes, i, el 2002, va guanyar el Premi BAFTA a la millor actriu de televisió pel seu paper interpretant la mare de Paul Reiser a My Beautiful Son.
Walters a més va interpretar a Molly Weasley a Harry Potter i la pedra filosofal (2001), Harry Potter i la cambra secreta (2002), Harry Potter i el pres d'Azkaban (2004), Harry Potter i el calze de foc (2005), Harry Potter i l'Orde del Fènix (2007) i Harry Potter i el misteri del príncep (2009) i està confirmada la seva aparició en els dos films restants de la saga.
El 2006 va interpretar el paper principal a ITV en Driving Lessons juntament amb Rupert Grint (és el seu fill a les pel·lícules de Harry Potter).
Després va obtenir un paper de protagonista en l'adaptació The Ruby in the Smoke de Phillip Pullman a la BBC.
L'estiu del 2006, va publicar la seva primera novel·la: Maggie's Tree. Walters va protagonitzar l'anunci publicitari d'ASDA per Nadal de 2007. L'estiu de 2008, Walters va aparèixer a la comèdia Mamma Mia, marcant el seu segon gran perfil musical, després de Acorn Antiques.
Walters també va interpretar a Mary Whitehouse en el drama de la BBC The Mary Whitehouse Story, una adaptació de la història de la vida real de la Sra. Whitehouse.

## Filmografia
- 2018 Mary Poppins Returns - Ellen.
- 2018: Mamma Mia! Here We Go Again - Rosie.
- 2017: Paddington 2 - Sra. Bird.
- 2012: Enric V (Henry V)
- 2011: Harry Potter i les Relíquies de la Mort: 2a part - Molly Weasley.
- 2010: Harry Potter i les Relíquies de la Mort: 1a part - Molly Weasley.
- 2009: Harry Potter i el misteri del príncep - Molly Weasley.
- 2008: Mamma Mia! - Rosie.
- 2007: La jove Jane Austen - Sra Austen.
- 2007: Harry Potter i l'Orde del Fènix - Molly Weasley.
- 2006: Driving Lessons - Evie Walton.
- 2005: Wah-Wha - Gwen Traherne.
- 2005: Harry Potter i el calze de foc - Molly Weasley.
- 2004: Harry Potter i el pres d'Azkaban - Molly Weasley.
- 2004: El meu soci Mickybo i jo - Mare d'en Mickybo.
- 2003: Les noies del calendari - Annie Clarke.
- 2002: Harry Potter i la cambra secreta - Molly Weasley.
- 2001: Harry Potter i la pedra filosofal - Molly Weasley.
- 2000: Billy Elliot - Sra Wilkinson.
- 2000: La súplica de l'amant (Lover's Prayer)
- 1998: La nit de les noies - Jackie Simpson.
- 1998: Titanic Town - Bernie McPhelimy.
- 1996: Relacions íntimes - Marjorie Beasley.
- 1994: Sister My Sister - Madame Danzard.
- 1992: Simplement Geraldine - Mònica.
- 1988: Buster, el robatori del segle - June Edwards.
- 1987: Obre't d'orelles - Elsie Orton.
- 1987: Serveis molt personals - Christine Painter.
- 1983: Educant la Rita - Rita.

## Premis i nominacions

### Premis
- 1984: Globus d'Or a la millor actriu musical o còmica per Educant la Rita
- 2001: BAFTA a la millor actriu secundària per Billy Elliot
- 2014: Academy Fellowship

### Nominacions
- 1984: Oscar a la millor actriu per Educant la Rita
- 1984: BAFTA a la millor actriu per Educant la Rita
- 1988: BAFTA a la millor actriu per Personal Services
- 1992: BAFTA a la millor actriu secundària per Stepping Out
- 2001: Oscar a la millor actriu secundària per Billy Elliot
- 2001: Globus d'Or a la millor actriu secundària per Billy Elliot
- 2016: BAFTA a la millor actriu secundària per Brooklyn